# 10086 McCurdy
10086 McCurdy este o planetă minoră (asteroid), cu un diametru de 4,642 km, din centura de asteroizi. A fost descoperită pe 16 septembrie 1990 la Observatorul Palomar de Henry E. Holt. 
Obiectul prezintă o orbită caracterizată de o semiaxă mare de 2,5407218 UAi, o excentricitate de 0,18, o înclinație de 10,55747 ° în raport cu ecliptica.